# 巴腾堡格纹

由蓝色和荧光黄方格交错组合而成的巴腾堡格纹，其鲜艳的颜色和特殊的几何外观十分容易讓外界察覺，因此非常适合用作紧急车辆的车身涂装

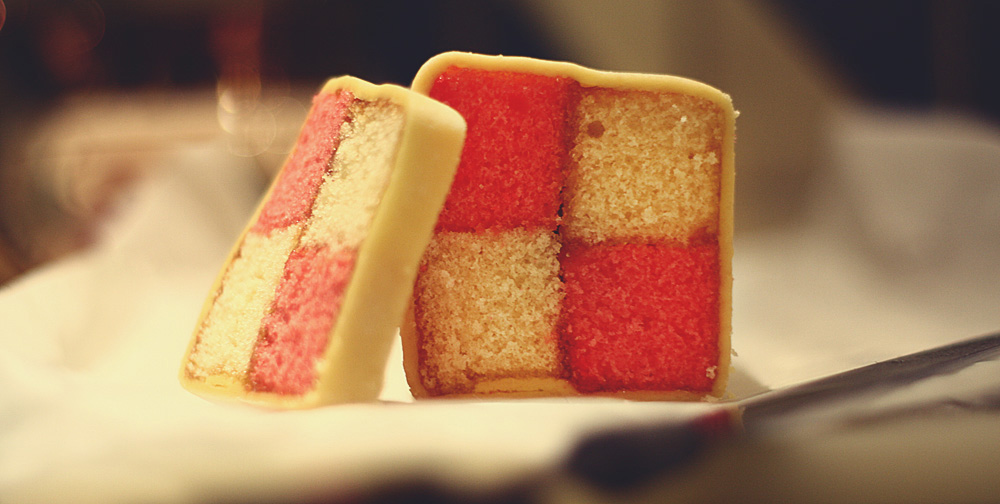
一块切开後的巴腾堡蛋糕，红色和白色方格的排列规律和巴腾堡格纹完全吻合

巴腾堡格纹（英文：Battenburg markings）是一种用于增强醒目程度的高可视性格纹标记，通常用於紧急车辆（警察车輛、消防车、救护车）车身涂装，除此之外，巴腾堡格纹有时也会印製在制服（例如交通警察的风衣、反光背心）上。“巴腾堡”此名稱來源于其格纹状外观和巴腾堡蛋糕的横切面图案非常相似。

## 发展历程

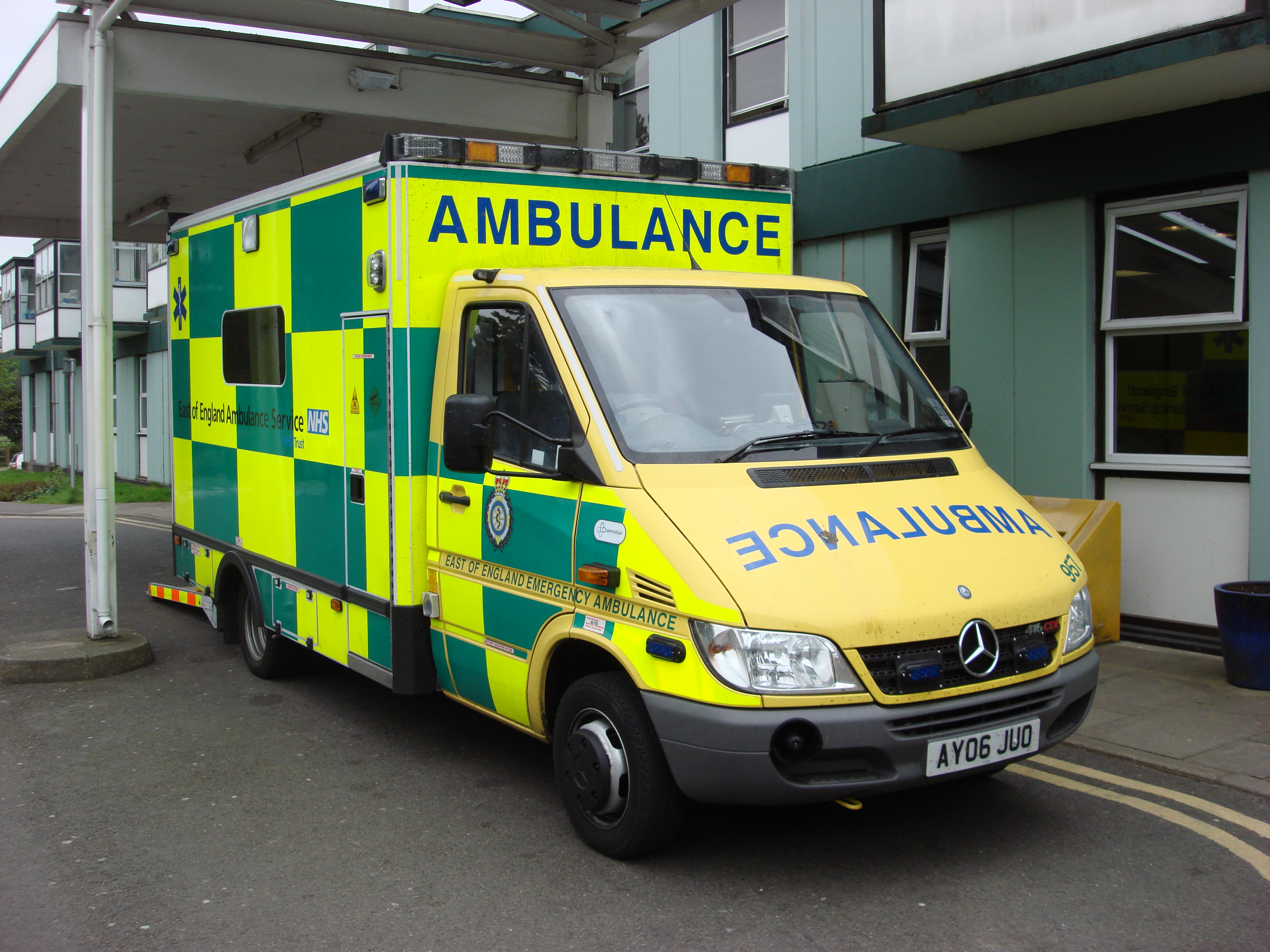
一辆涂有巴腾堡格纹的英国救护车

巴腾堡格纹最早出现于1990年代中期，由英国警方科学发展处（Police Scientific Development Branch），现已改组为内政部科学发展处（Home Office Scientific Development Branch）接受。
國家高速公路治安小組委員會的首席警官協會（National motorway policing sub-committee of the Association of Chief Police Officers）的请求而研发，并首先提供予英国警方的交通巡逻车辆使用。尽管在此之前，英国一些私人机构和民间紧急服务组织已经开始在他们的车身上使用巴腾堡格纹。
这种新式涂装最初的研发目的，是为英国高速公路和主幹公路巡警提供一种统一的、高度醒目的制式车身涂装。英国警察要求新式的涂装必须同时在白天自然日光照射下，及晚间在一般汽车车头灯照明下最少500米范围内能被驾驶者清楚地分辨出使用此种格纹涂装的车辆为一辆警车。
新式涂装的重点研究目标包括：
- 减少因警车车身标识醒目程度不足而酿成交通意外的机率，提高警员及公众驾驶者的安全
- 使警务车辆在白天日光照射下500米范围内清晰可辨
- 利用高可视性的车身涂装，达到交通巡逻的震懾作用，并从而营造公众安全感及提升治安质素

通过研究得出，人类眼睛在日间和夜间分别对蓝／绿色方块和黄／绿色方块最为敏感。而巴腾堡格纹这一设计集合了两行或以上的交错反光方格。通常顶部第一行第一格为黄色（严格来说是荧光黄），接着就以另一种颜色（如蓝色）交错地沿着车身整齐排列，方格的排列通常为两行，车身较大车辆可能会添加更多的行列。巴腾堡格纹一般并不用于车尾部位，大多数的紧急车辆选择在车尾涂装呈现箭头向上的红黄斜纹，以达到警示尾随车辆的作用。
.

### “西利托格子花”

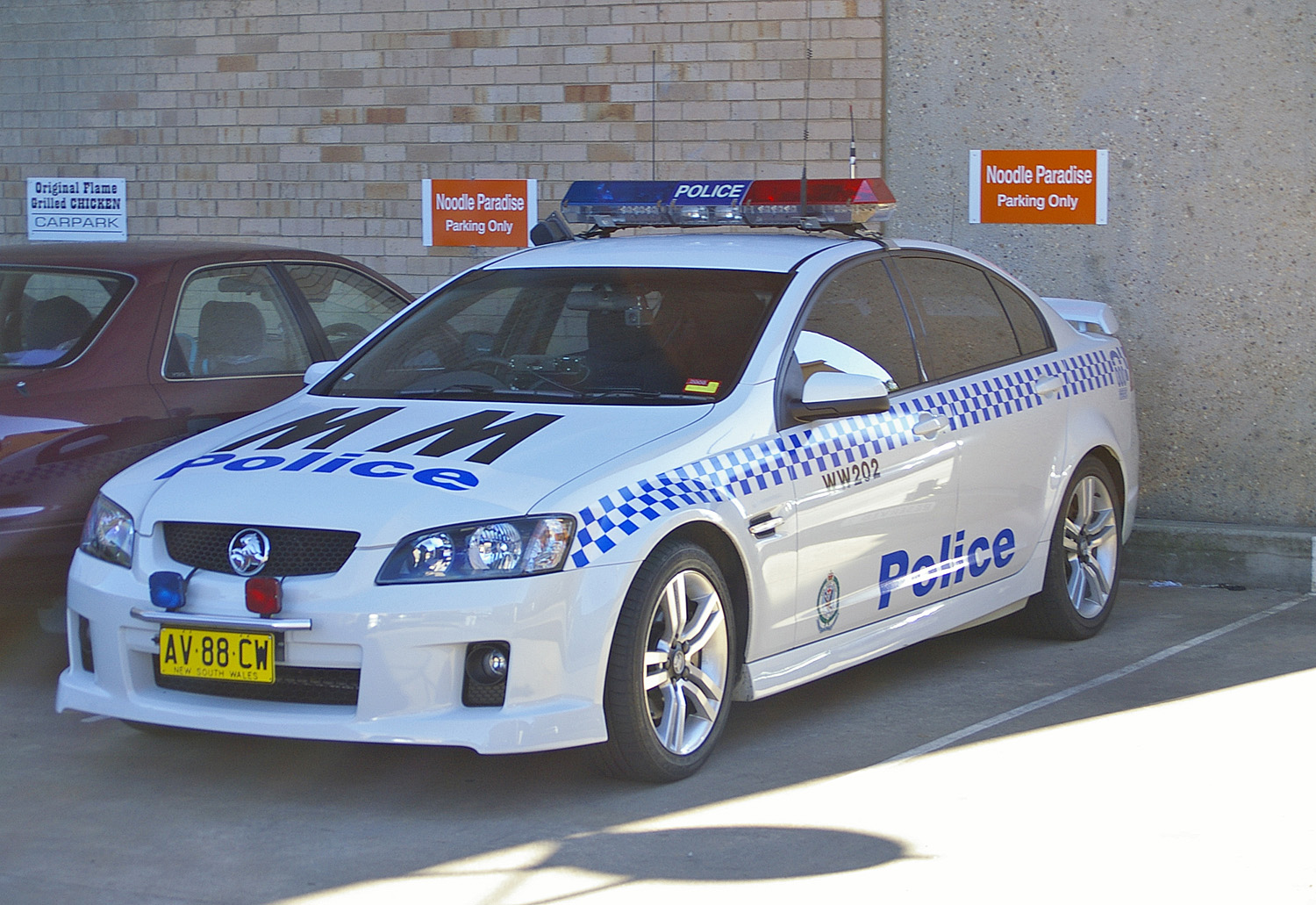
澳洲新南威爾士州警察所採用的西利托藍白格子花

巴騰堡格紋的設計具備嚴謹的科研基礎，但卻不是第一種被使用於警車的格紋塗裝。在巴騰堡格紋被研發出來之前，一種名為“西利托格子花”（Sillitoe Tartan）的圖案就已經被世界各地的警察部門廣泛應用，作辨識警務車輛之用。世界上第一支使用西利托格子花的警隊是格拉斯哥市警察，該市早在1930年代就已經使用西利托格子花作為屬下警車的車身塗裝,隨後世界各地不同的警隊如芝加哥警察和澳大利亞警察也採用了這種格紋塗裝.
除了車身塗裝，西利托格子花也應用在警察制服上，例如英國警察的大檐帽帽牆上通常貼有黑白方格的西利托格子花反光帶。
和巴騰堡格紋相似，西利托格子花也是由交錯排列的方格構成，但方格的顏色僅為普通的黑-白或藍-白搭配，而非巴騰堡格紋所使用的大面積、反光（配色上通常使用容易反光熒光色）方格。

## 使用情况

### 英國

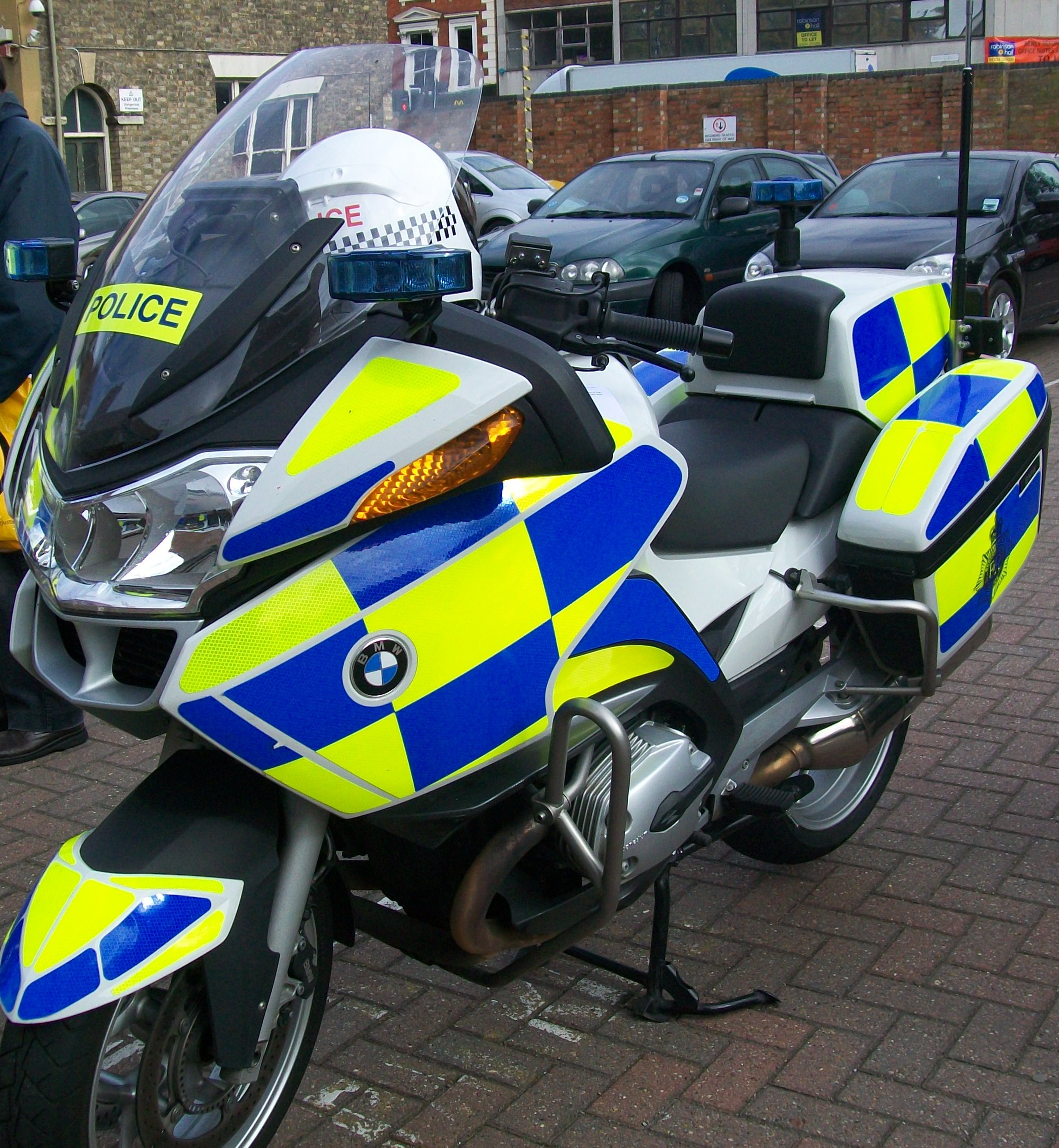
一輛英國警用摩托車，塗裝巴騰堡藍黃格紋

| 英國常用的巴騰堡格紋 |                                                      |        |
|                      | 警察                                                 | 黃／藍 |
|                      | 救護車及醫療                                         | 黃／綠 |
|                      | 消防                                                 | 黃／紅 |
|                      | 血液運送                                             | 黃／橙 |
|                      | 英国高速公路管理                                     | 黃／黑 |
|                      | 英国鐵路網絡基礎建設有限公司（英國鐵路的私營管理者） | 藍／橙 |
|                      | 山地營救                                             | 白／橙 |
|                      | 皇家海岸警卫                                         | 黃／藍 |

### 愛爾蘭
在愛爾蘭共和國，巴騰堡格紋和英國大致相同，但仍有一定的變化。
| 愛爾蘭常用的巴騰堡格紋 |                    |        |
|                        | 地區支援           | 黃／藍 |
|                        | 全國救護服务       | 黃／綠 |
|                        | 都柏林消防隊及救護 | 黃／紅 |
|                        | 民防部隊           | 藍／橙 |

### 香港

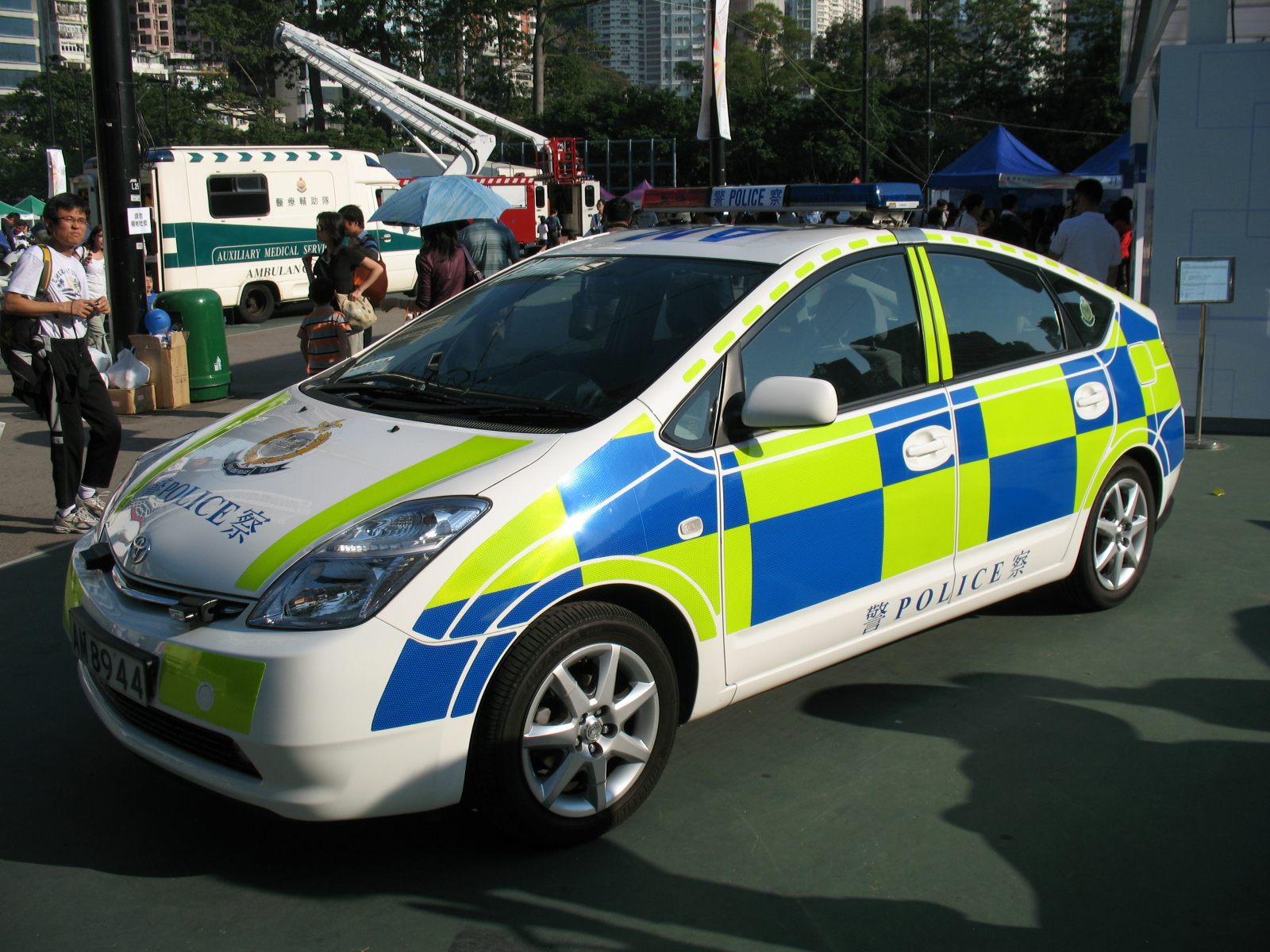
香港警務處於2008年投入使用的Toyota Prius型警車，隸屬交通部

部份香港警務處、香港消防處、醫療輔助隊及香港聖約翰救護機構屬下的緊急服務車輛有塗裝巴騰堡格紋
| 香港經常使用的巴騰堡格紋 |                                                        |        |
|                          | 警務處，交通總部                                       | 黃／藍 |
|                          | 警務處，少數其他車輛                                   | 白／藍 |
|                          | 消防處，流動傷者治療車                                 | 黃／綠 |
|                          | 消防處，核生化事故處理車、消防電單車                   | 黃／紅 |
|                          | 消防處，流動宣傳車、安全教育巴士                       | 黃／紅 |
|                          | 消防處，急救醫療電單車、輔助醫療裝備車、快速應變急救車 | 黃／紅 |
|                          | 消防處，流動指揮車、前線指揮車                         | 白／紅 |
|                          | 醫療輔助隊，救護電單車                                 | 黃／綠 |
|                          | 香港聖約翰救護機構，救護車                             | 黃／綠 |

### 中國大陸
中華人民共和國部分地區公安部門車輛於2014年前後開始於新購置的警用摩托車上塗裝巴騰堡格紋，仍未有統一規範。
| 中國內地常見的巴騰堡格紋 |          |        |
|                          | 警察     | 黃／藍 |
|                          | 深圳交警 | 黃／紅 |

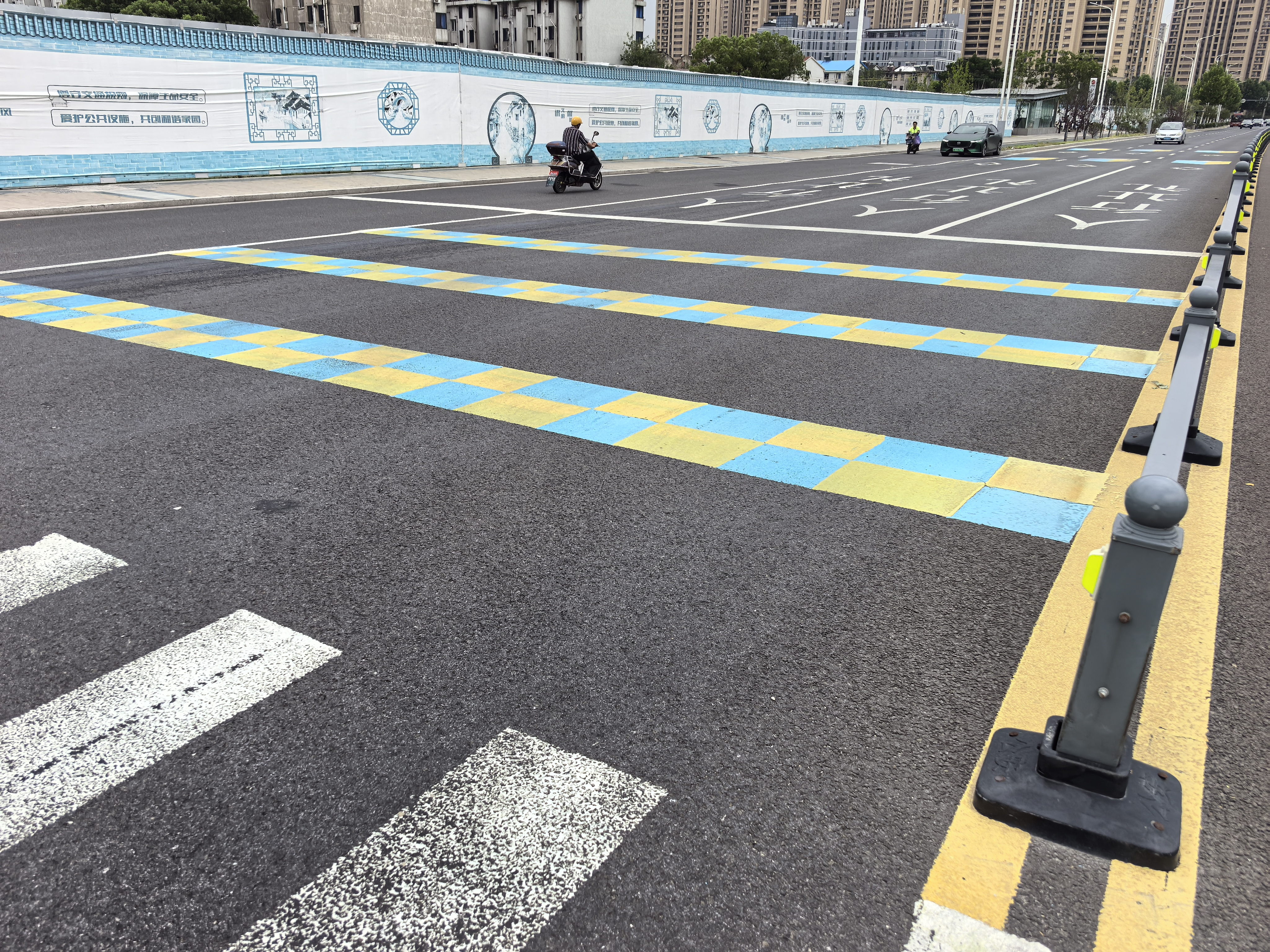
江苏省江阴市人行道前方的巴登堡纹标线

除了作为警用摩托车涂装以外，江苏省无锡市（含代管的县级江阴市）的部分道路会在人行横道前划三道巴腾堡格纹，与其他道路标线结合起到减速带的作用，提高过往车辆行车安全性。

### 臺灣
中華民國警察已陸續換裝穿著黃藍相間的巴騰堡格紋反光背心；台北市政府消防局經北市府衛生局及交通部公路總局核准，於2020年3月起陸續在所轄救護車車身塗上紅、黃相間的巴騰堡格紋；台南市政府消防局也於2021年起，陸續將所轄救護車車身改為紅、黃相間的巴騰堡格紋；其餘各縣市(政府)消防局、港務消防隊新救護車輛也逐步更新為巴騰堡格紋塗裝。
| 臺灣常見的巴騰堡格紋 |                                  |                             |
|                      | 警察                             | 黃／藍                      |
|                      | 臺北市政府消防局救護車           | 黃／紅                      |
|                      | 新北市政府消防局救護車           | 黃／紅 類巴騰堡格紋特殊塗裝 |
|                      | 基隆市消防局救護車               | 黃／紅                      |
|                      | 桃園市政府消防局救護車           | 黃／紅                      |
|                      | 新竹縣政府消防局救護車           | 黃／紅                      |
|                      | 新竹市消防局救護車               | 黃／紅                      |
|                      | 苗栗縣政府消防局救護車           | 黃／紅                      |
|                      | 臺中市政府消防局救護車           | 黃／紅                      |
|                      | 彰化縣消防局救護車               | 黃／紅                      |
|                      | 南投縣政府消防局救護車           | 黃／紅                      |
|                      | 雲林縣消防局救護車               | 黃／紅                      |
|                      | 嘉義縣消防局救護車               | 黃／紅                      |
|                      | 嘉義市政府消防局救護車           | 黃／紅                      |
|                      | 臺南市政府消防局救護車           | 黃／紅                      |
|                      | 高雄市政府消防局救護車           | 黃／紅                      |
|                      | 屏東縣政府消防局救護車           | 黃／紅                      |
|                      | 宜蘭縣政府消防局救護車           | 黃／紅                      |
|                      | 花蓮縣消防局救護車               | 黃／紅                      |
|                      | 臺東縣消防局救護車               | 黃／紅                      |
|                      | 金門縣消防局救護車               | 黃／紅                      |
|                      | 澎湖縣政府消防局救護車           | 黃／紅                      |
|                      | 內政部消防署臺中港務消防隊救護車 | 黃／紅                      |
|                      | 內政部消防署高雄港務消防隊救護車 | 黃／紅                      |

## 参考图片

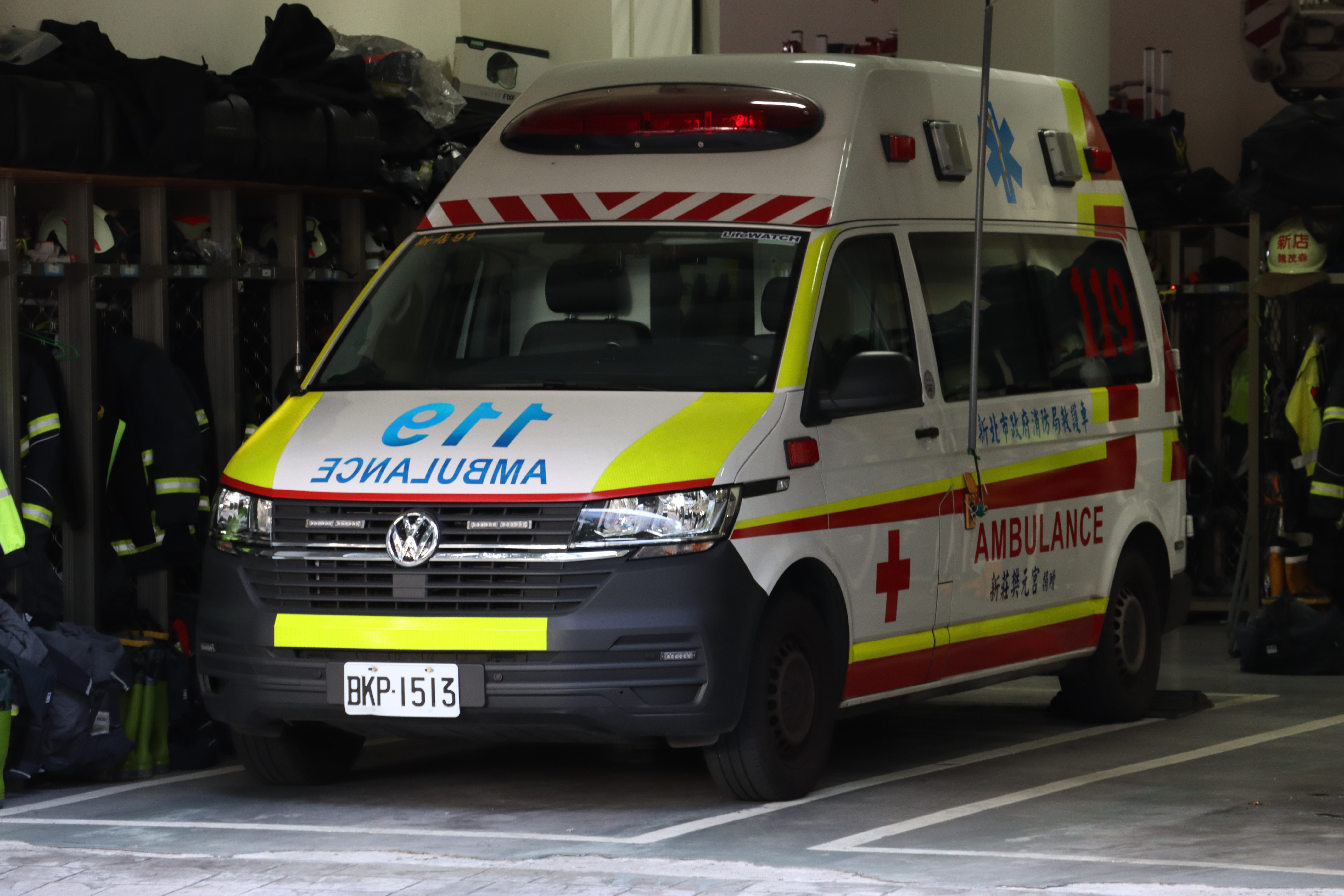
一輛新北市政府消防局的福斯VolkswagenT6.1高頂救護車，車身有著顯眼的新型反光條 塗裝
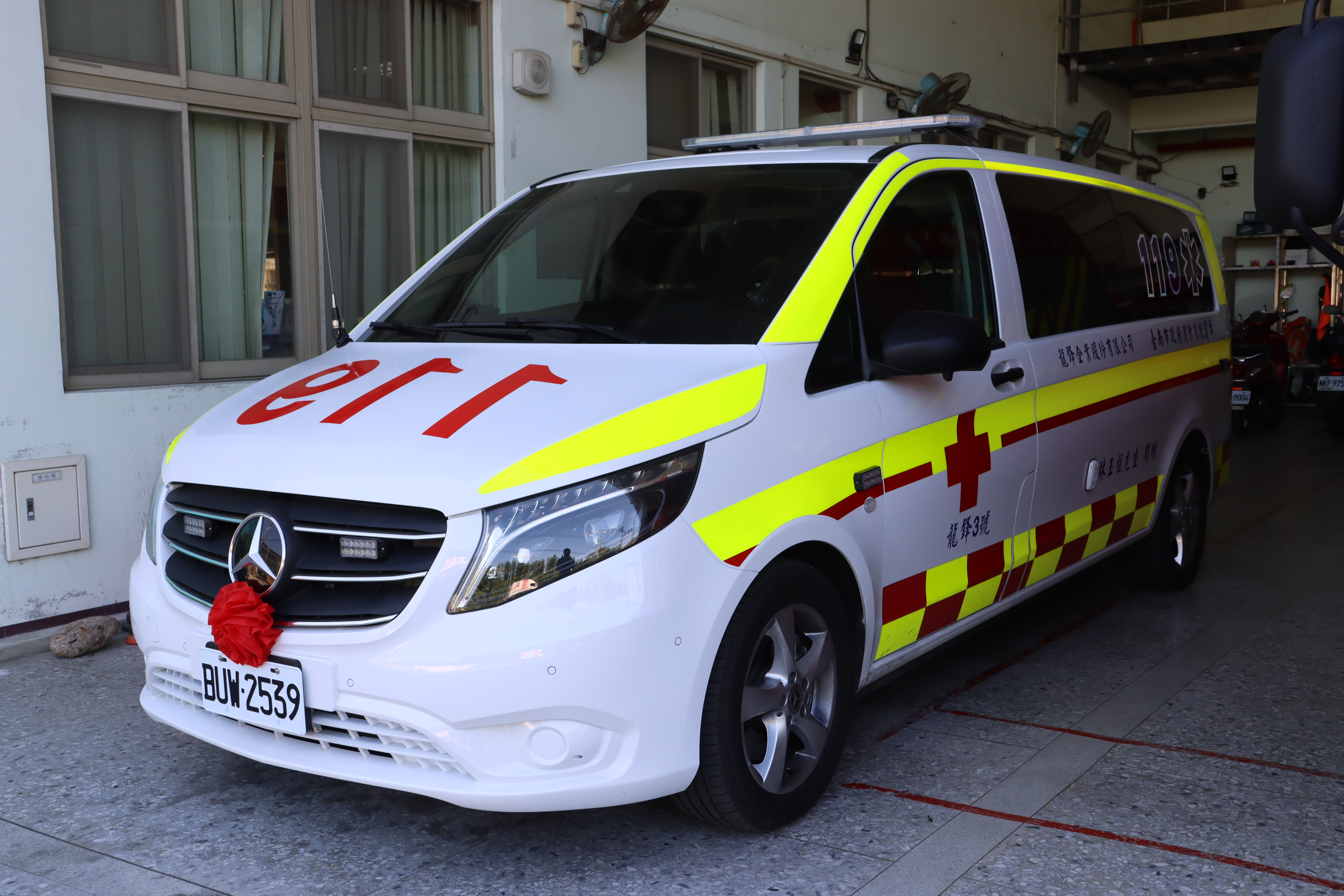
一輛臺南市政府消防局的賓士Vito救護車，車身有著顯眼的巴騰堡格紋新式塗裝
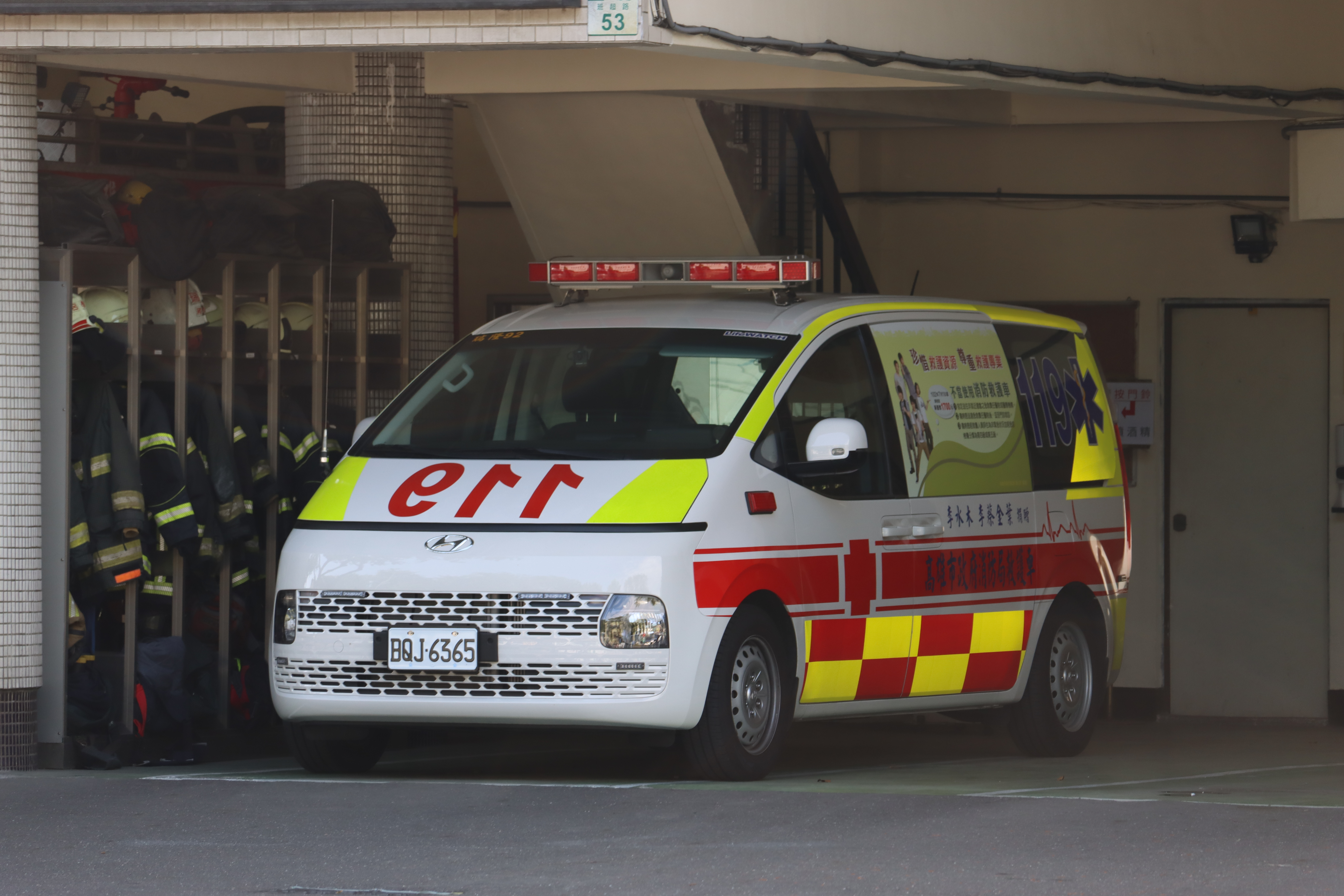
一輛高雄市政府消防局的現代STARIA救護車，車身有著顯眼的巴騰堡格紋新式塗裝
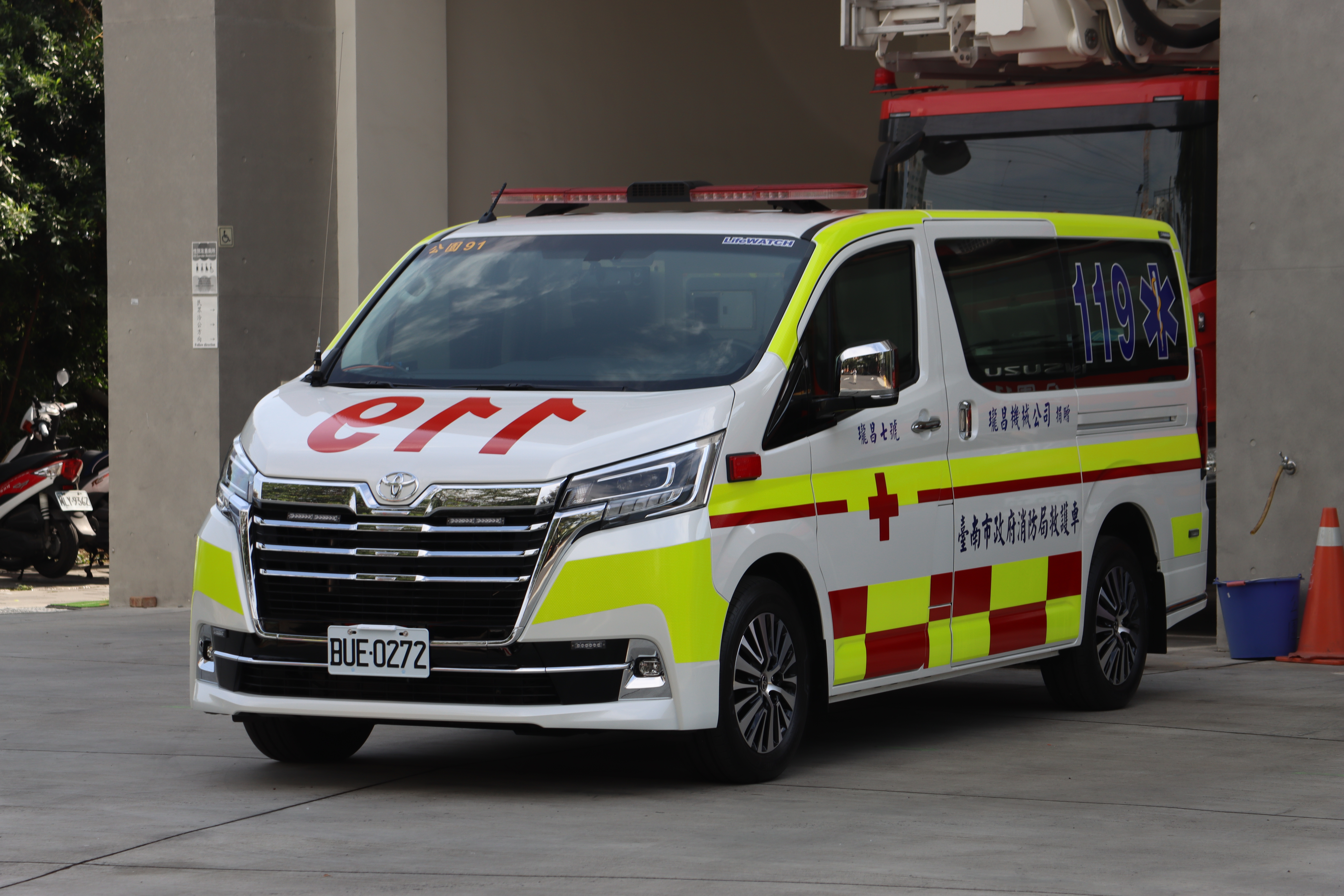
一輛臺南市政府消防局的TOYOTA GRANVIA救護車，車身有著顯眼的巴騰堡格紋新式塗裝
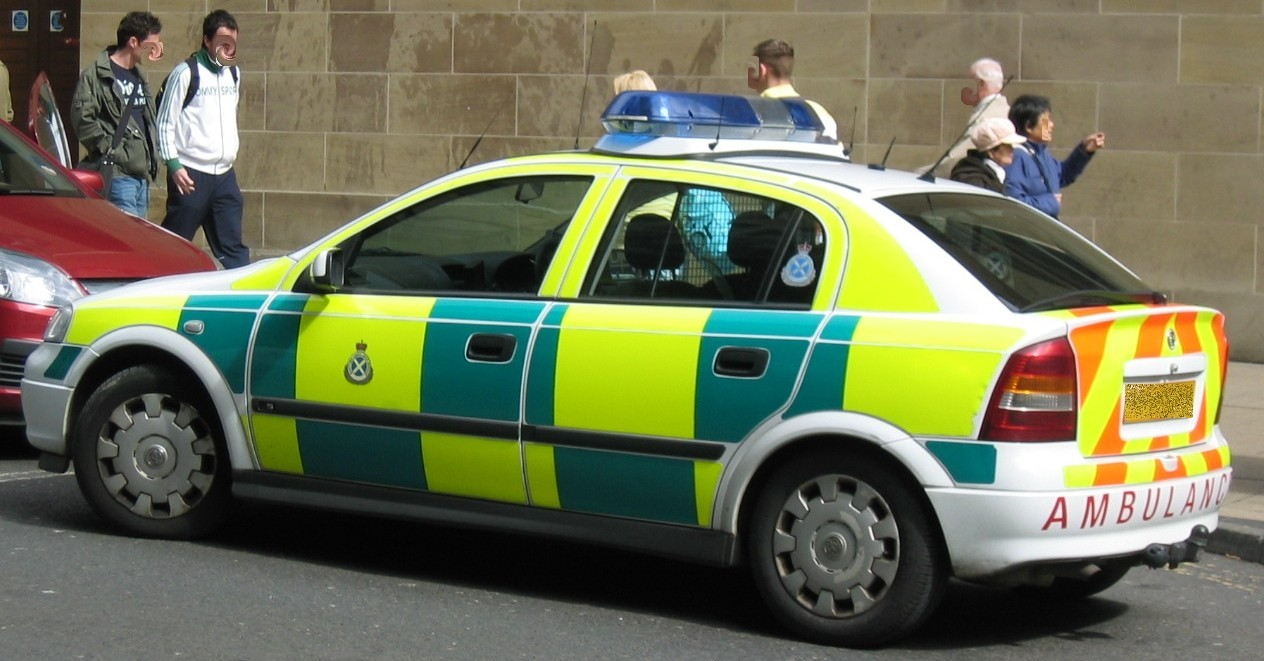
一辆除车尾外全身涂装巴腾堡黄绿格纹的佛賀Astra苏格兰轻型救护车（RRV），车尾涂装红白警示斜纹
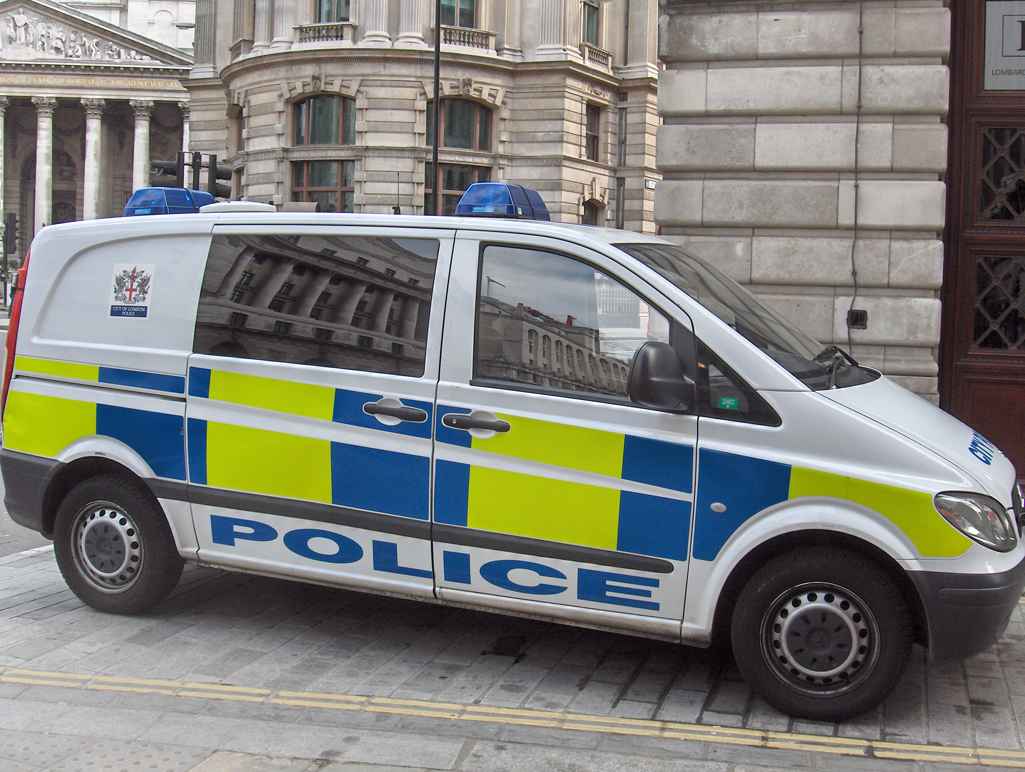
一辆賓士Vito伦敦市警察局的警车，下半车身涂装巴腾堡蓝黄格纹
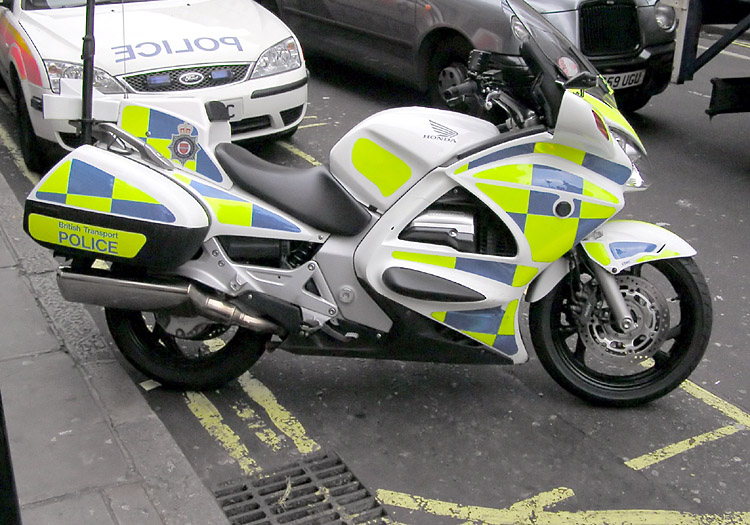
一辆隶属英國鐵道警察（BTP）的摩托车，涂装巴腾堡蓝黄格纹格纹
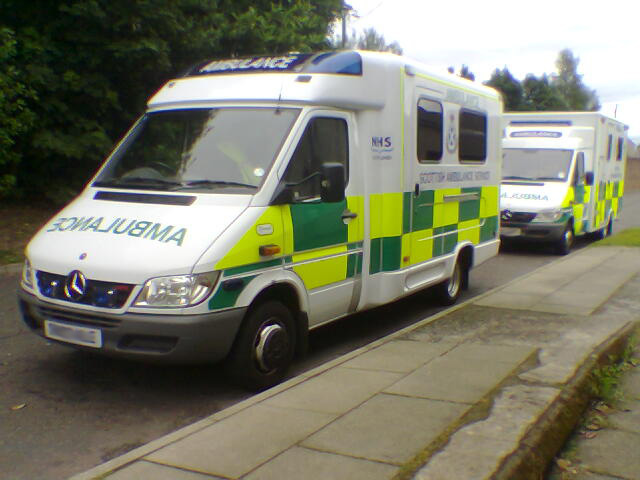
两辆涂装黄绿色巴腾堡格纹的梅賽德斯-奔驰Sprinter蘇格蘭救护车
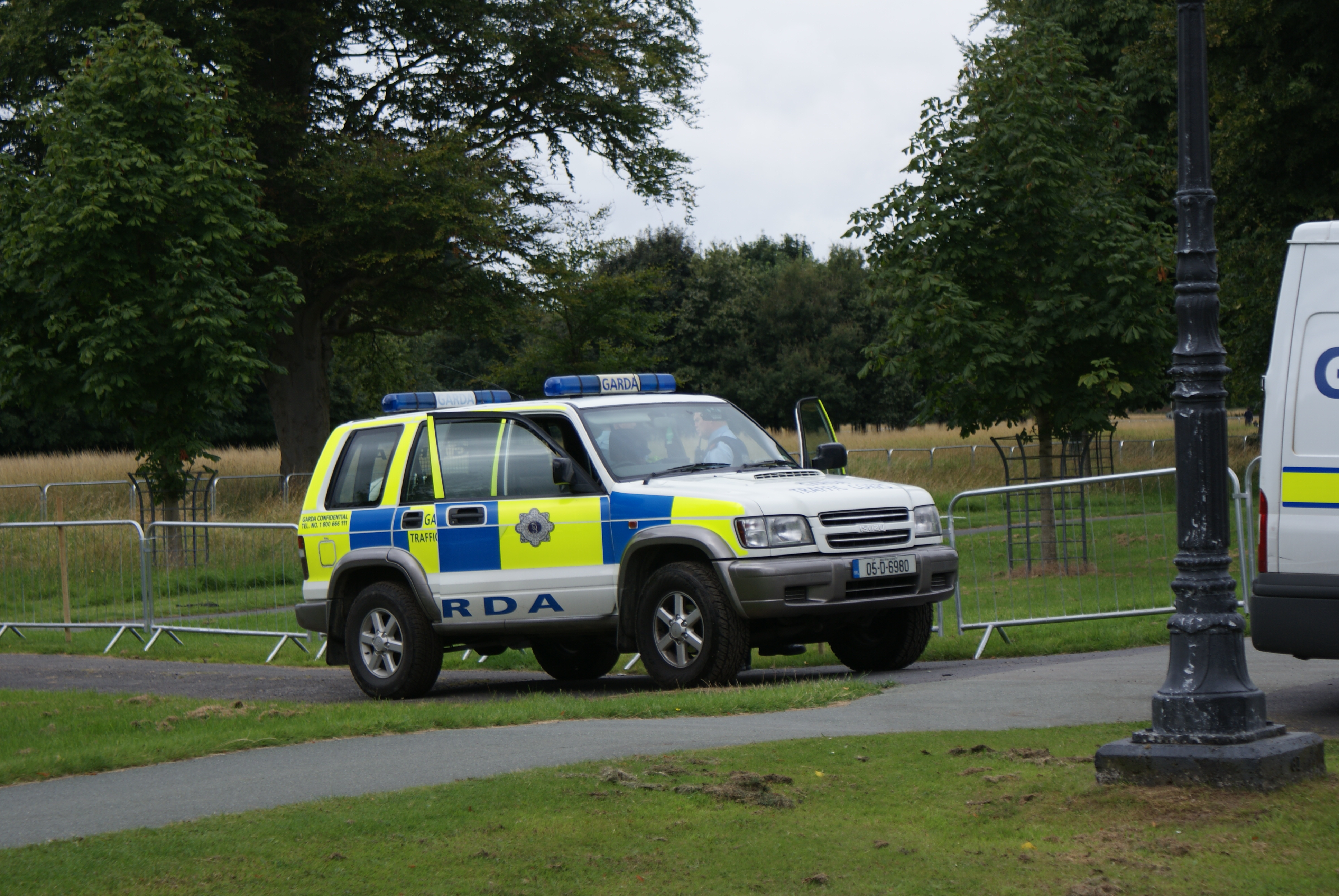
一辆Isuzu Trooper型，涂装巴腾堡蓝黄格纹的爱尔兰交通巡逻车，摄于都柏林
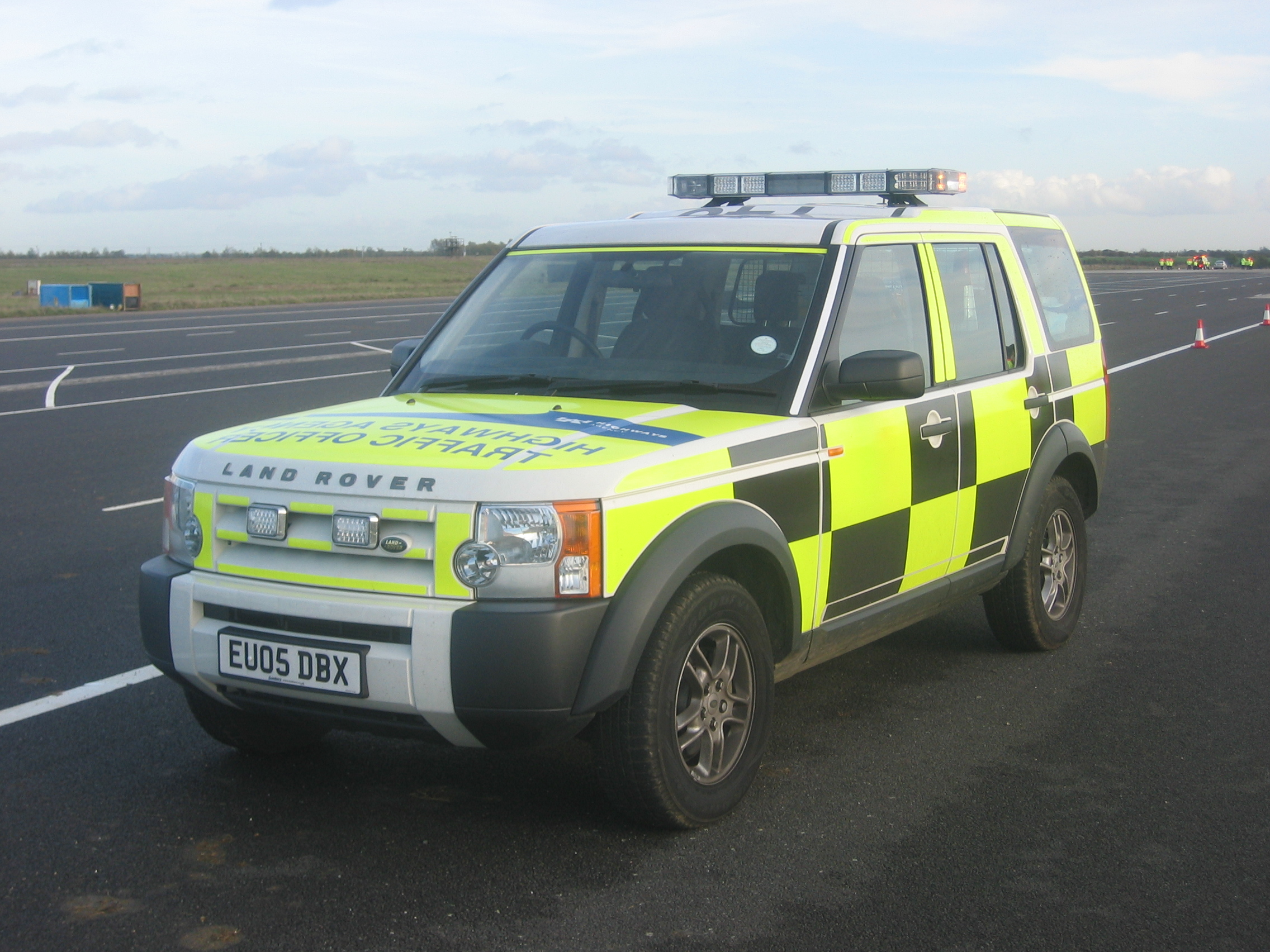
一辆隸屬英國高速公路管理局的越野路華發現者公路巡逻车
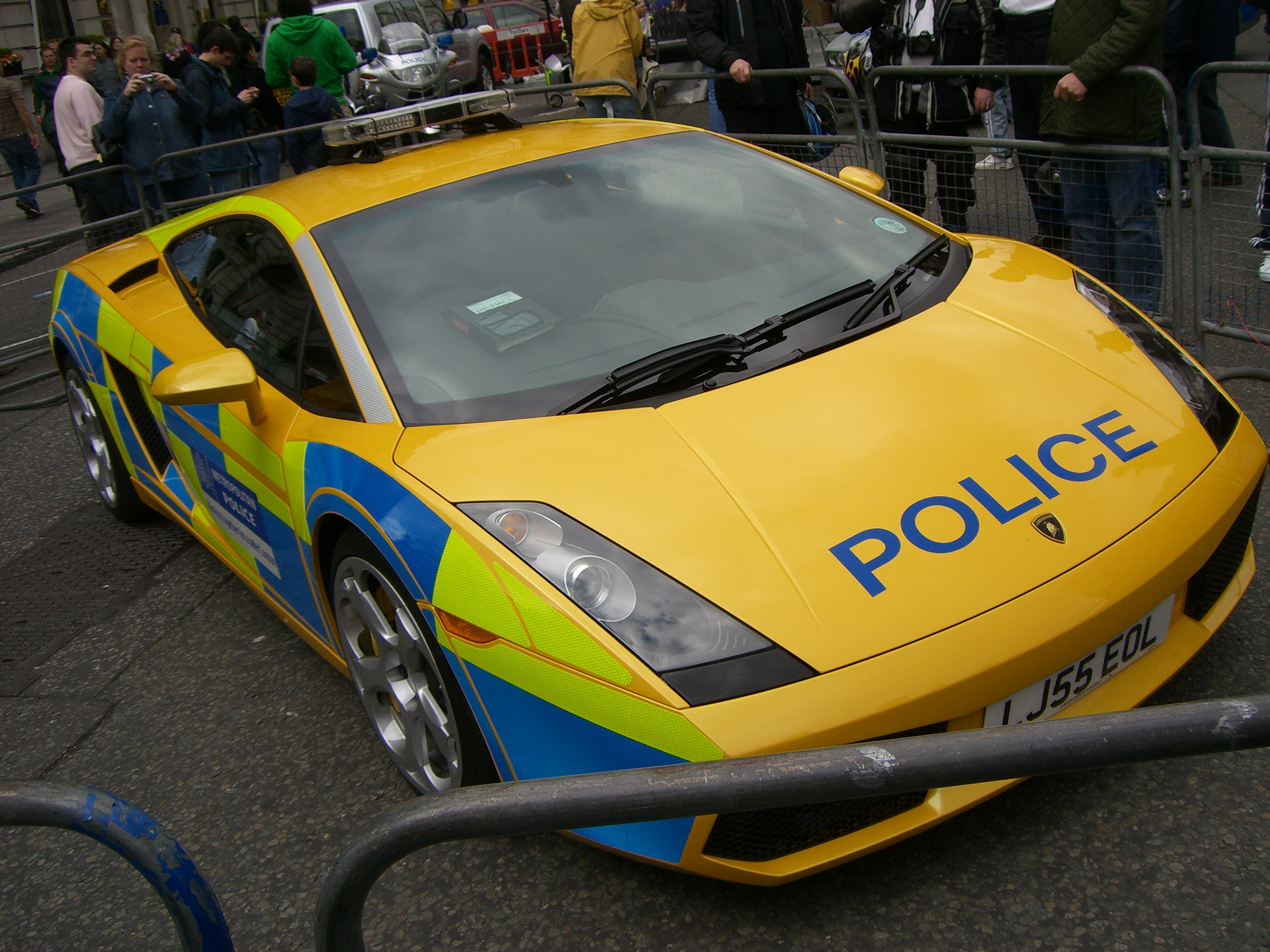
一辆隶属倫敦警察廳的藍寶堅尼Gallardo警车，车身部分涂装巴腾堡蓝黄格纹
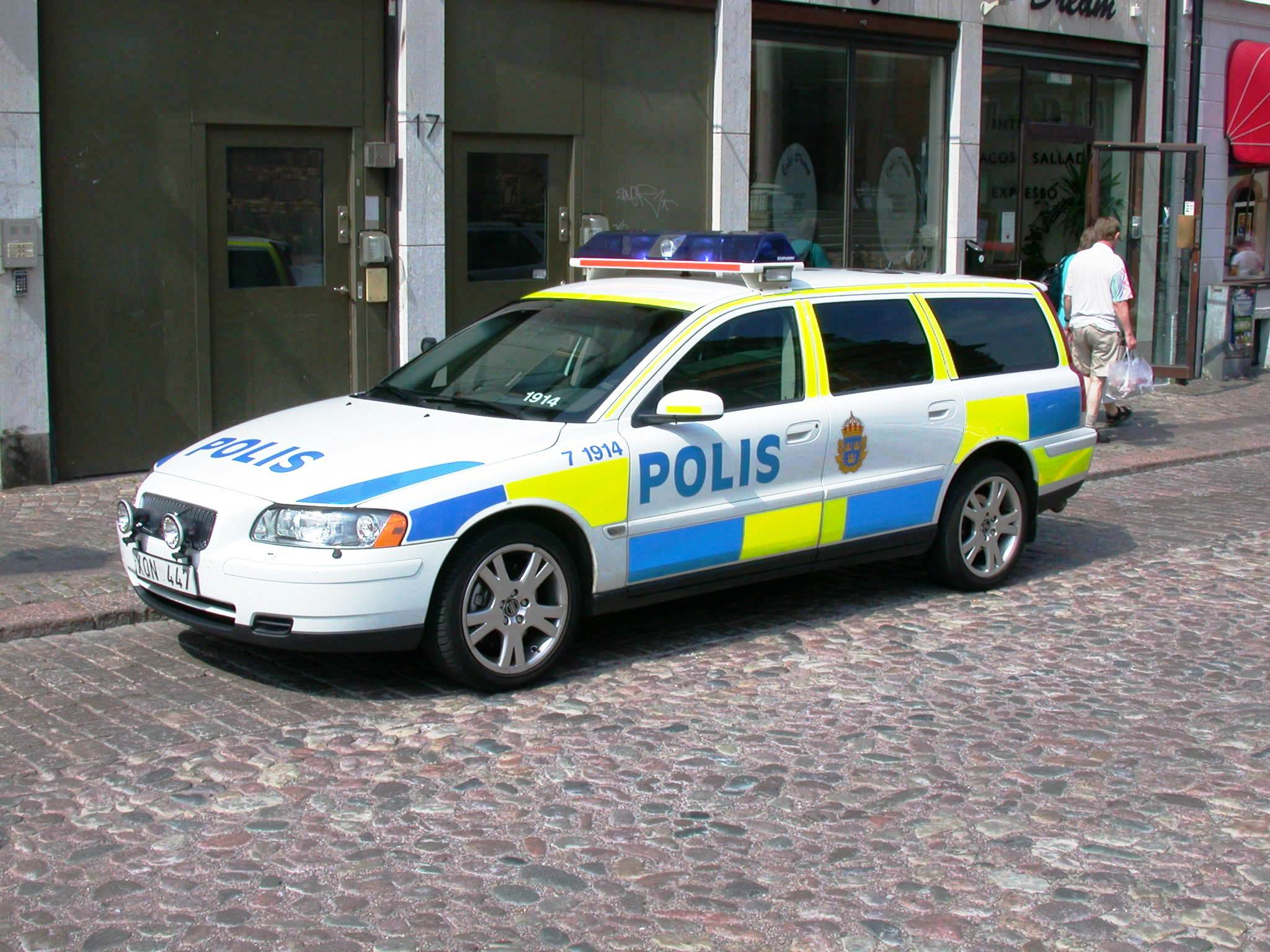
瑞典警察Volvo V70型警车
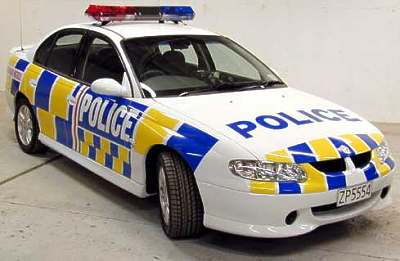
新西兰警方高速公路巡逻车
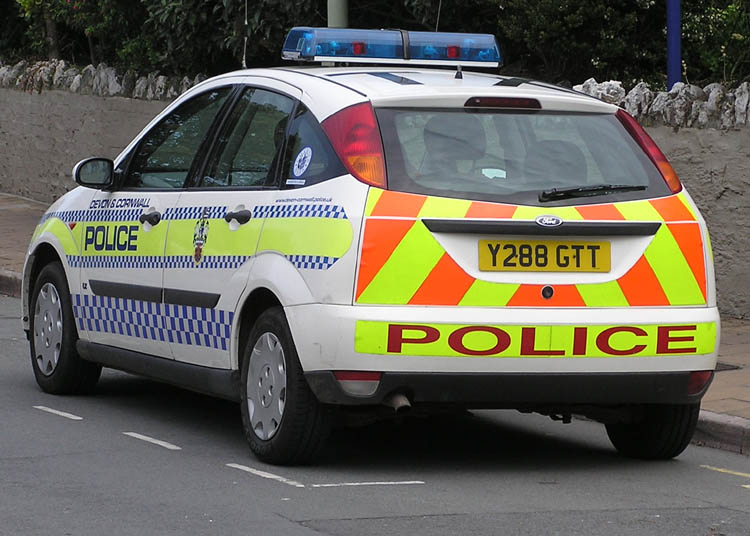
一輛福特Focus衝鋒警車（fast response police car），隸屬英國德文郡和康沃爾郡警察局，車身兩側塗裝常見的藍色反光條和藍白色西利托格子花
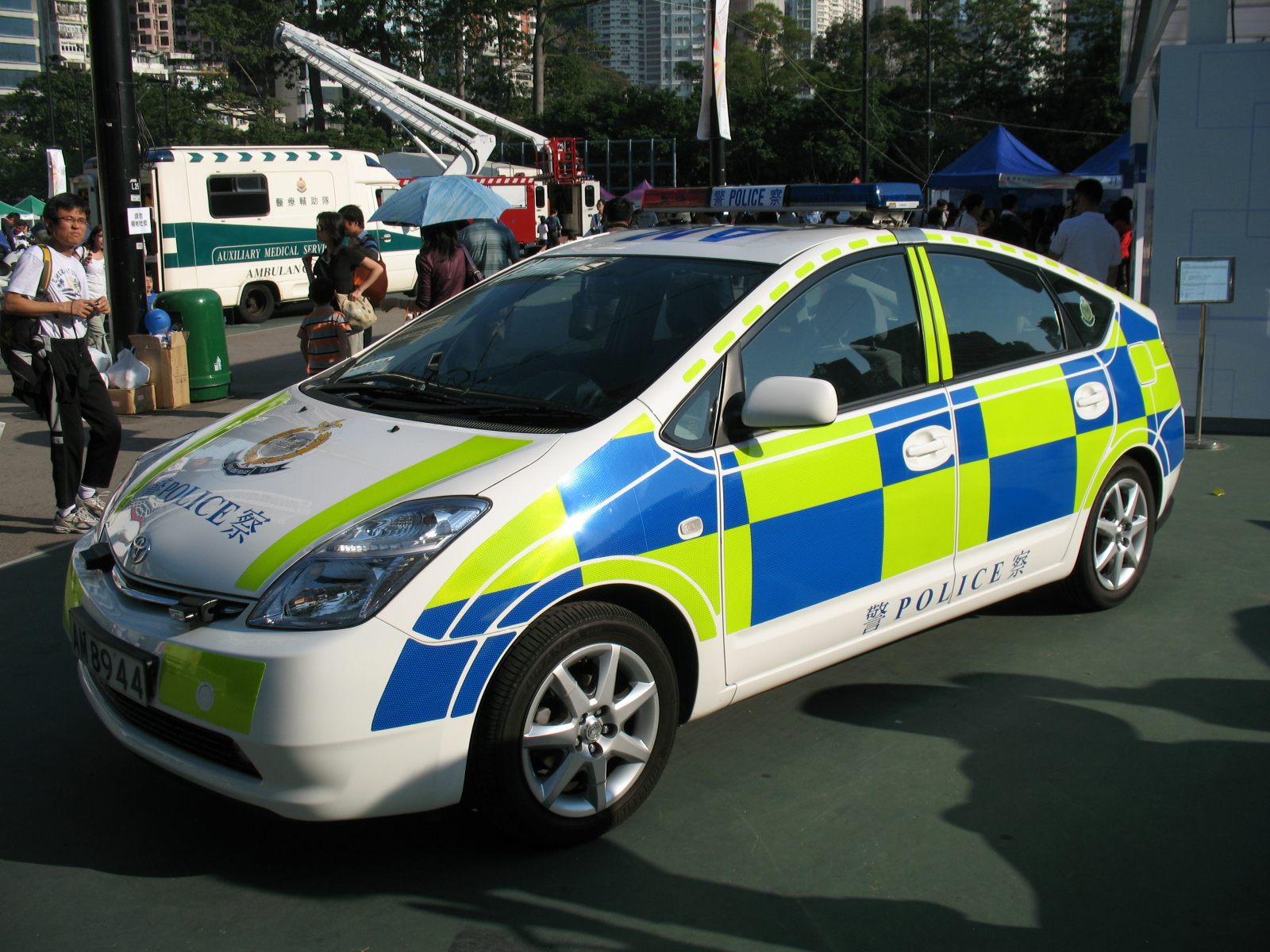
香港警務處於2008年投入服務的交通總部新式警車，涂装巴腾堡蓝黄格纹
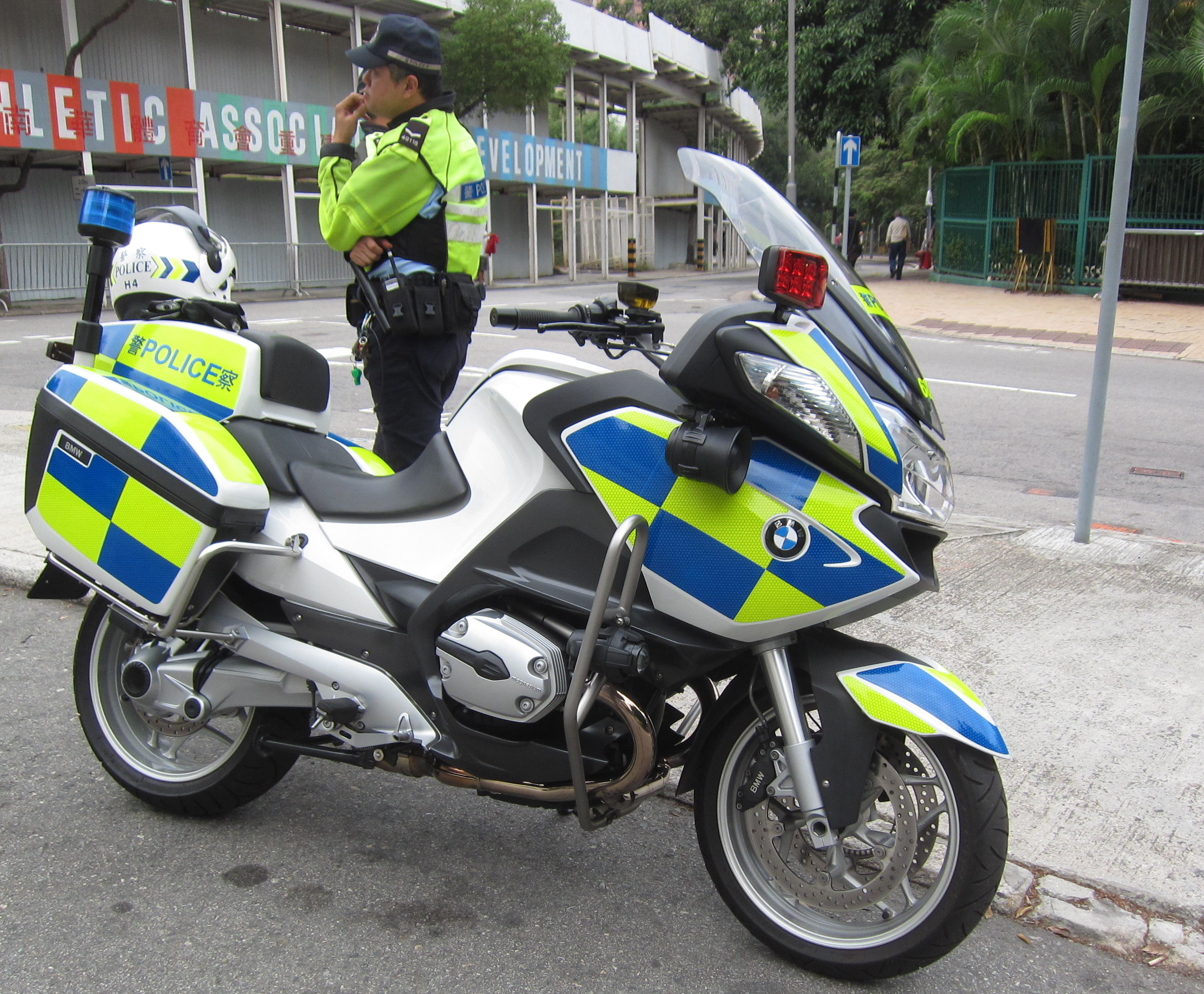
香港警務處於2011年投入服務的交通部新款警察電單車，涂装亦有巴腾堡蓝黄格纹
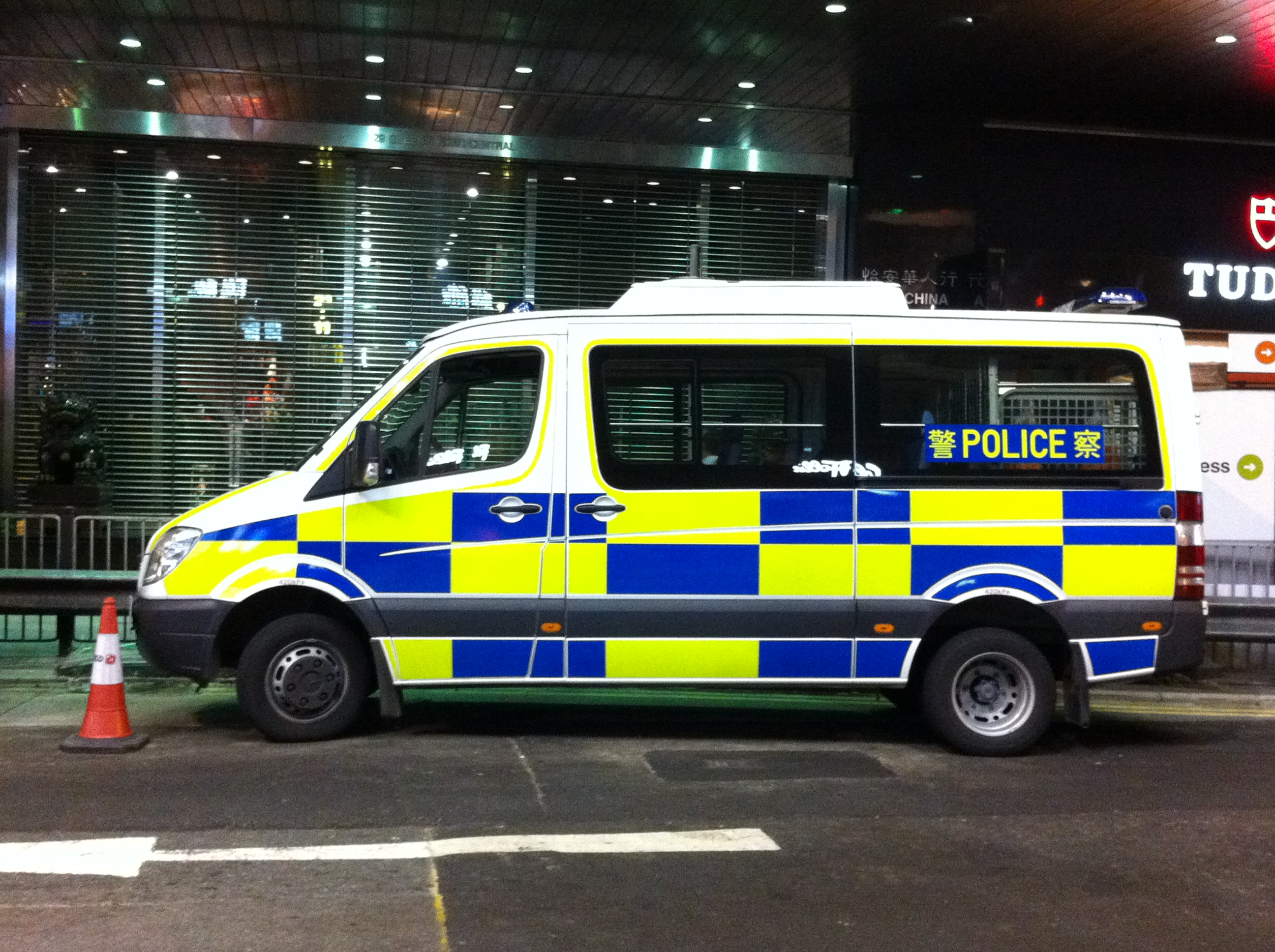
香港警務處交通部新款衝鋒車，涂装亦有巴腾堡蓝黄格纹
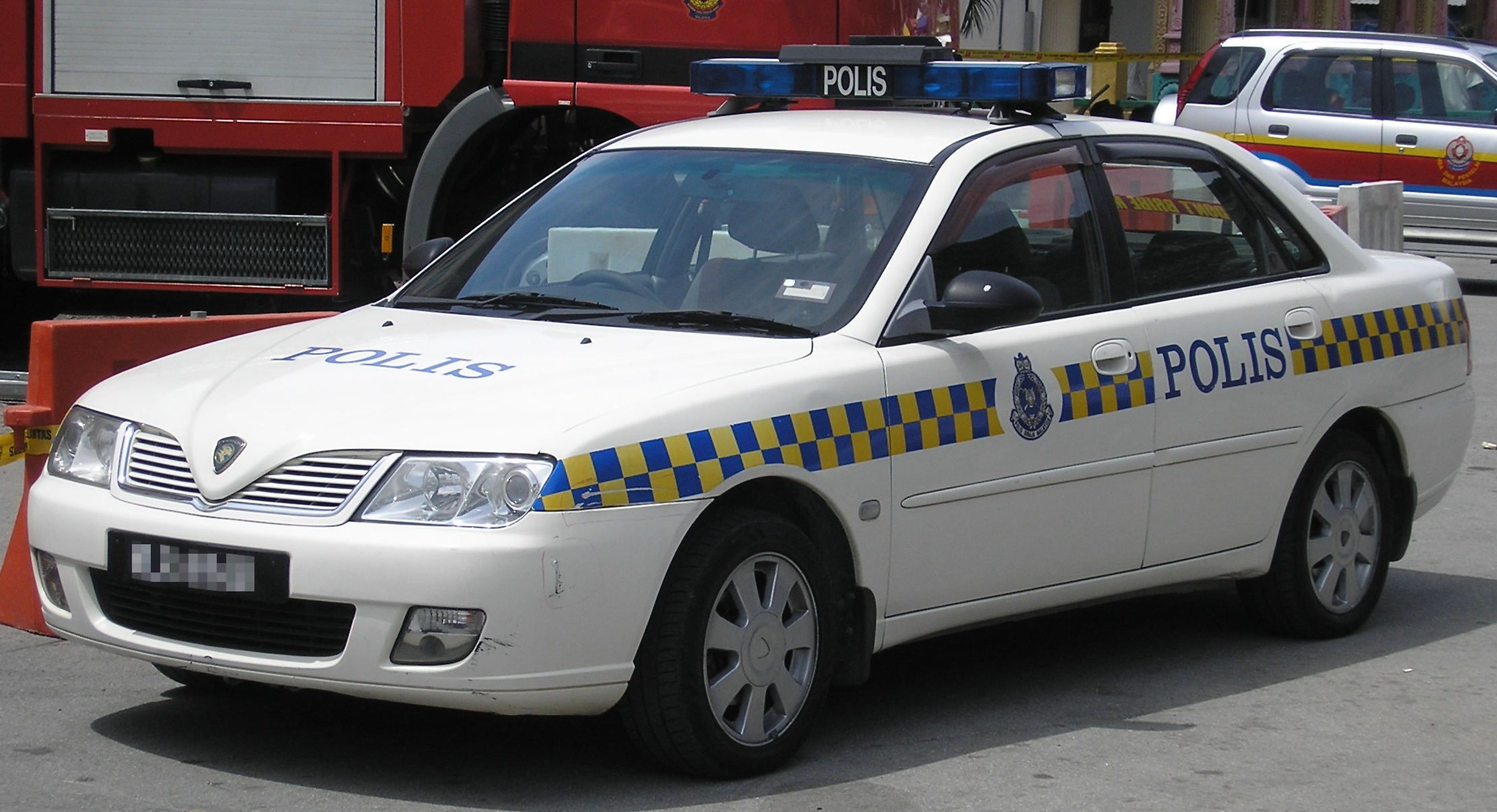
一辆马来西亚警车，车身涂装巴腾堡蓝黄格状条纹
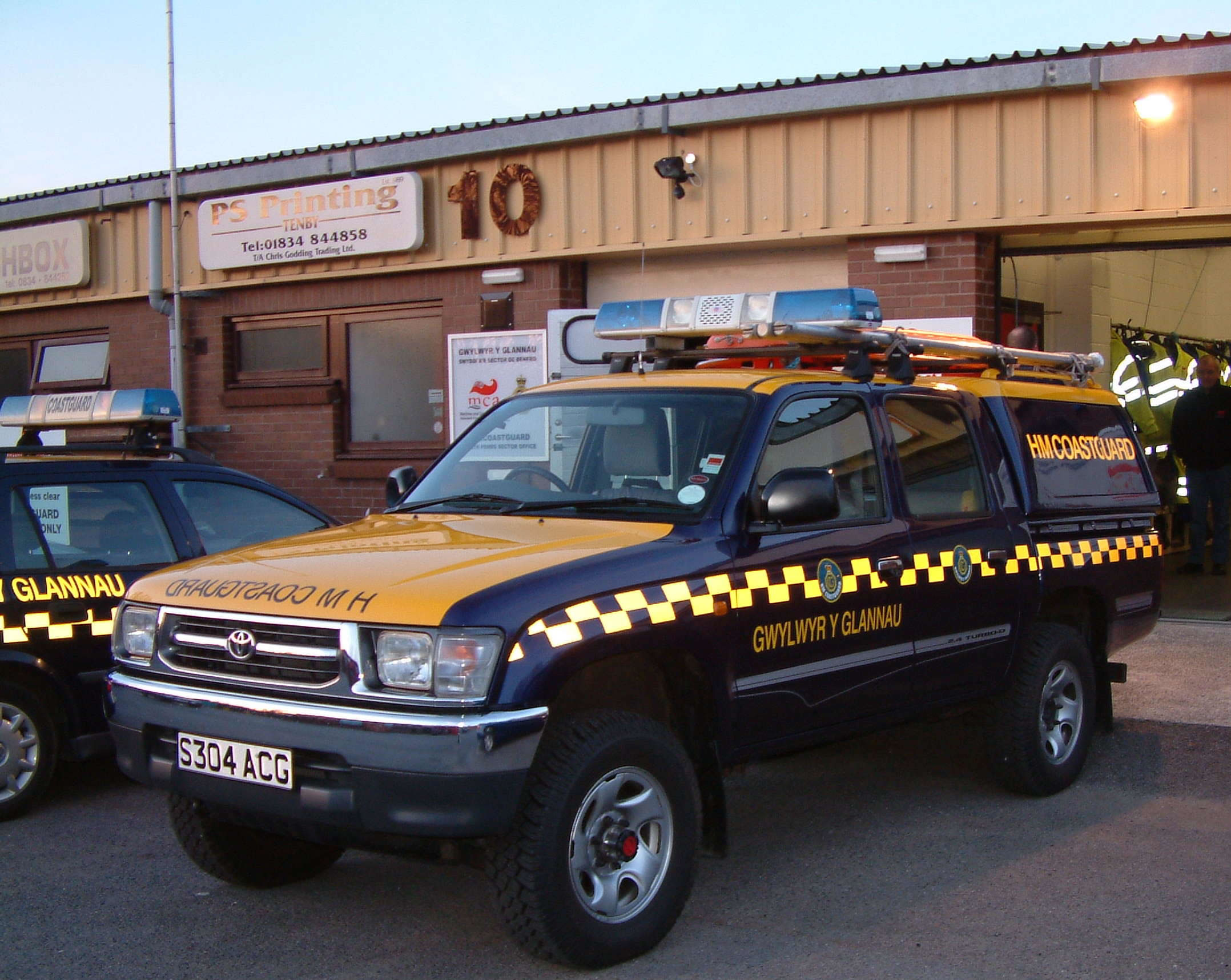
豐田Hilux英國海岸警卫队巡逻车，涂有巴腾堡格状条纹
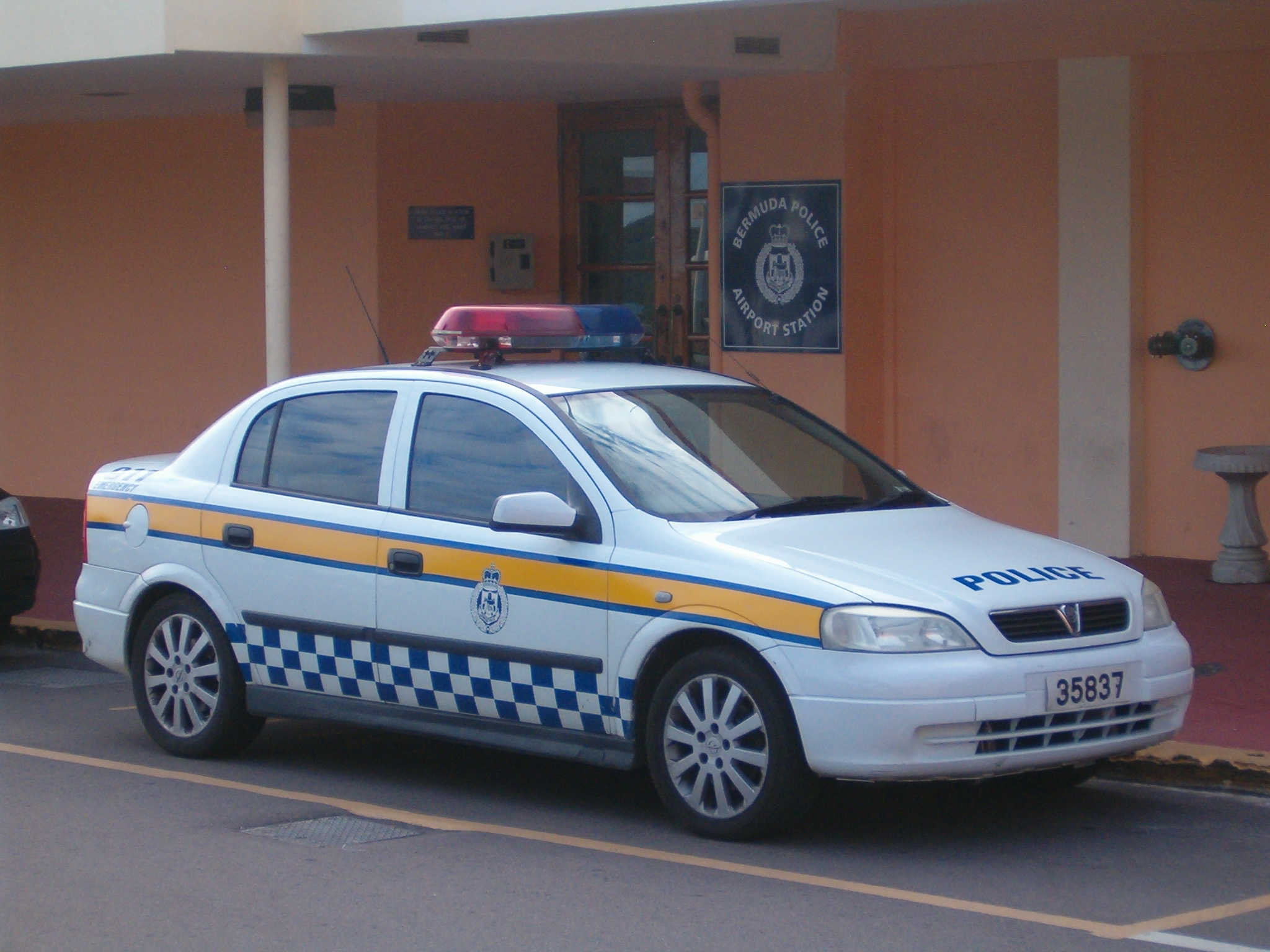
一辆佛賀Astra百慕大警车，分别涂装黄绿条纹和巴腾堡蓝白格纹
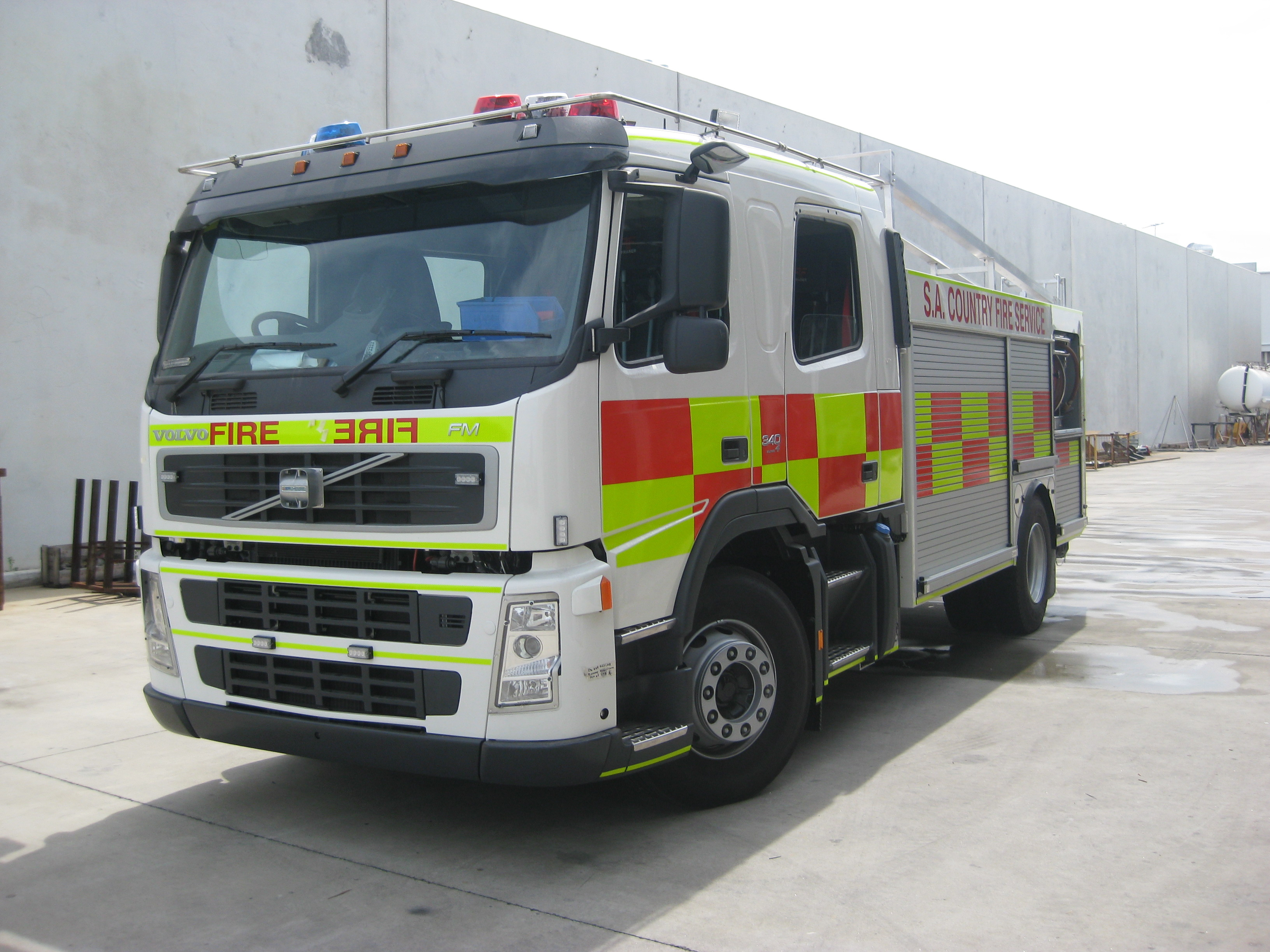
一辆驻守澳大利亚南部的国家消防局消防车，涂装巴腾堡红黄格纹
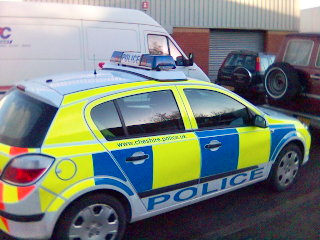
英國切尔西警车，涂装半身巴腾堡格纹，车尾使用红白警示斜纹
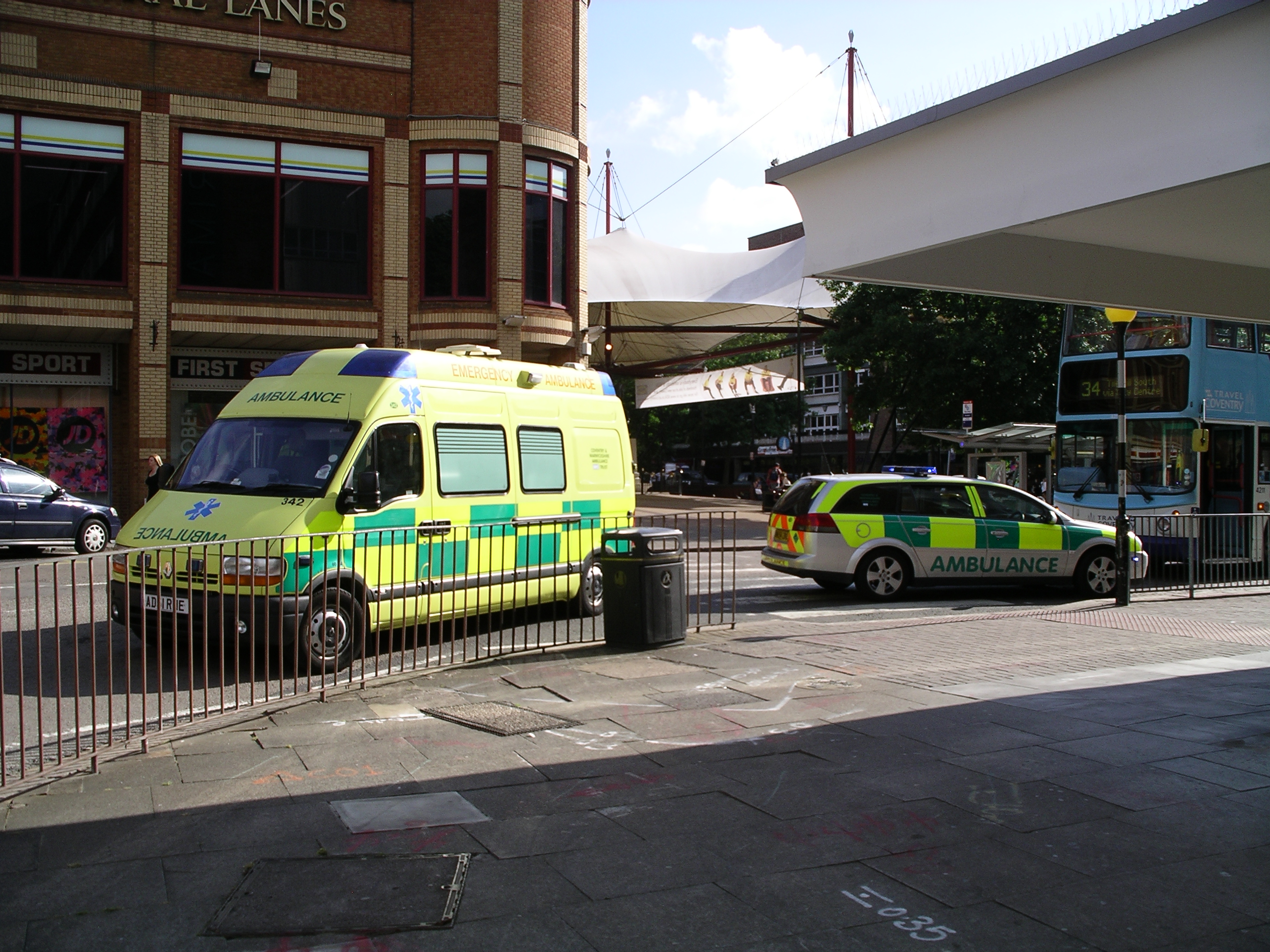
两辆停在英國考文垂街头的救護車，分别涂装巴腾堡黄绿格纹及半身蓝黄格纹